# Krasimir Avramov
Krasimir Avramov (in bulgaro Красимир Аврамов?; Sliven, 5 novembre 1972) è un cantante bulgaro.

## Biografia
Ha partecipato all'Eurovision Song Contest 2009 come rappresentante della Bulgaria presentando il brano Illusion.